# 수단
 수단 공화국(아랍어: جمهورية السودان 줌후리야트 앗수단[*], 영어: Republic of the Sudan 리퍼블릭 오브 더 수단[*]), 약칭 수단은 아프리카 북부에 있는 나라이다. 국호인 수단은 아랍어 표현인 빌라드 앗수단(بلاد السودان →흑인들의 땅, bilād as-sūdān)에서 유래한다.
2023년 기준으로 세계에서 15번째로 넓다. 북쪽에 이집트, 북동쪽에 홍해, 동쪽에 에리트레아와 에티오피아, 남서쪽에 중앙아프리카 공화국, 남쪽에 남수단, 서쪽에 차드와 북서쪽에 리비아를 접경하고 있다. 세계에서 가장 긴 강인 나일강이 수단을 동쪽과 서쪽으로 가르며 흐른다.

## 행정 구역
수단은 18개 주로 구성되어 있다.
- 하르툼주
- 북쿠르두판주
- 북부주
- 카살라주
- 청나일주
- 북다르푸르주
- 남다르푸르주
- 남쿠르두판주
- 알자지라주
- 백나일주
- 나일주
- 홍해주
- 알카다리프주
- 센나르주
- 서다르푸르주
- 중앙다르푸르주
- 동다르푸르주
- 서쿠르두판주

## 역사
기원전 5세기경, 이집트와 블레미스(Blemmyes)사이의 완충지대로 메로에를 지원했다. 기원후 350년 경, 아비시니아의 군대가 메로에를 멸망시켰고 이로써 수단지역 최초의 독립왕국이 붕괴했다. 18세기에 영국·이집트의 공동관리라는 명분하에 영국의 식민지가 되었다. 2차세계대전이 끝난 후 11년 만인 1956년 영국과 이집트로부터 독립했다.
2011년 1월 9일에서 15일까지 남수단의 독립을 위해 수단 전체 국민 투표를 하여 99.8%의 찬성을 얻었다. 이에 따라, 2011년 7월 9일 수단에서 남수단이 분리 독립하였다. 그러나 남수단의 석유지대, 남북 수단의 종교 갈등 등 여러 정치적 문제 및 경제적 이권 때문에 갈등이 일어날 가능성이 높다.

## 지리
아프리카 대륙의 북쪽에 있으며 홍해와 경계를 이룬다. 면적은 1,886,068km2(2011년 7월 9일 남수단 독립 후)로, 해안선은 853km이다. 차드, 에리트레아, 이집트, 에티오피아, 남수단, 리비아, 중앙아프리카 공화국과 국경을 접한다. 나일 강과 그 지류와도 접한다.
평원과 산맥으로 이루어져 있는데 서쪽이 가장 높은 지역으로 제벨 마라라(Jebel Marra)가 있다. 매우 건조한 누비아 사막이 있다. 우기는 3개월(7월~9월)이며, 건기는 모래 폭풍이 일어 해도 볼 수 없을 때가 많다. 북서쪽 사막 지대에는 거의 강우가 없어 유목을 하는 경우가 많아 사람들이 소떼를 끌고 돌아다닌다. 나일강 인근에는 농업이 발달하여 농장이 발달되었다.
백나일강과 청나일강이 수단에서 합류하여 나일강을 이루어 이집트와 지중해를 향해 흘러간다. 청나일강은 길이가 800km로 이어지며 딩다 강과 만나기도 한다. 백나일강은 뚜렷한 지류가 수단 내에서 없다. 댐이 여럿 있으며 누비아 호수 인근에 이집트와 국경을 맞닿는다....
수단에서는 사막화가 아주 심각한 문제이다. 토양 침식도 이뤄지고 있는데다 나일강 부근의 지나친 경작으로 인해 보호 수단도 없어 환경 파괴가 나타나고 있다. 이러한 계속적인 사막화로 인하여, 농경지가 빠른 속도로 줄어들고 있는 상황이다. 또한 사냥으로 많은 야생동물이 위협에 처해져 있다. 21종의 포유류와 9종의 조류가 멸종위기종이며 2종의 식물군도 포함된다.

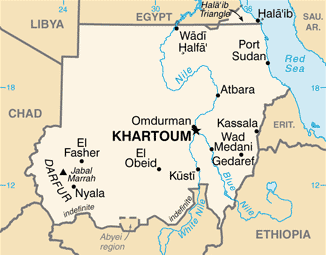
수단의 지도: 오른쪽에 청나일강(Blue Nile)이, 왼쪽에 백나일강(White Nile)이 표시되어 있다.

## 기후
수단은 사막에 접해 있는 나라이다. 그래서 대부분 지역이 건조 기후이다. 주로 사막, 스텝, 사바나, 열대우림성으로 바뀌며 남하할수록 강우량이 많아지고 기온도 높아진다. 하계에는 전역에서 월평균 기온이 30도를 넘어 세계에서 가장 더운 나라 중 하나이다.

## 정치
국내에 여러 갈등이 소용돌이 쳐 정치 분위기가 불안하다. 수단이 영국, 이집트 산하의 식민지에서 독립 후 공화정이 잠깐 실시되고 한때 군사독재가 실시되다가 1964년에 다시 의회정치로 돌아왔다. 그러나 1969년에 다시 군부의 쿠데타가 일어나 니메이리 중심의 군정으로 복귀했다. 1985년 3선의 니메이리 대통령의 외유중 군사 쿠데타를 일으킨 다하브 장관은 1986년 민정이양과 동시에 제헌의회 선거를 실시했다. 1989년 바쉬르 대통령이 취임하여, 2000년 3선에 성공했다. 하르툼 정권은 1983년 이후 2005년까지 수단 내부에서 계속되었던 내전과 내전 종결 후 지금까지 정권을 장악하고 있는 이슬람 군사정부이다. 하르툼 정권은 2005년 평화협정 전까지 남부 지역의 자연신봉론자, 기독교인까지 아울러 이슬람교로 교화시키려 남부의 반군과 두 차례 내전을 치렀으며, 그 과정에서 200만 명 이상이 죽고, 400만 명 이상이 강제 추방, 구타, 강간 혹은 고문의 고통을 체험하거나 노예로 팔린 것으로 전해진다. 2005년 1월 남부 반군과 북부 정부의 평화협정으로 내전은 종료되고 평화협정에 따라 수단 정부는 남부에 반자치권을 부여하였으며, 그 후 2011년 남부는 독립투표를 통해 압도적인 찬성률로 남수단으로 독립하게 되었다. 그래서 남부와 북부의 인종, 종교적 갈등이 어느정도 해결됐으나, 여전도 수단 내에는 정치의 혼란기를 겪고 있다.

## 경제
1996년부터 2005년까지의 기간 동안 연평균 6.3%의 경제 성장을 기록하였다. 총노동인구의 80%가 농업 또는 목축업에 종사하고 있다. 경지 면적은 800만ha로 주로 나일강 유역에 분포한다.
주요 농산물은 면화인데, 주로 영국인이 건설한 센너댐에 의해 관개(灌漑)된 케디라 지구에서 재배된다. 면화 이외의 경작물로는 아라비아고무, 깨, 낙화생, 사탕수수, 조, 밀 등이 있다. 공업에 있어서는 독립 후 섬유, 식품, 제당, 제지, 정유, 시멘트 등의 공장이 건설되었다. 현재 수단에서 공업화의 장애가 되고 있는 것은 자본의 부족, 교통시설의 미비, 기술의 후진성 등이다.
지하자원으로는 철광석·망간·동 등이 있다. 2002년 수출 17억 1,770만 달러, 수입 19억 1,480만 달러를 기록했다. 주요 수출품은 면화와 낙화생, 아라비아고무 등이다. 대폭적인 무역적자는 외국의 각종 원조와 아랍산유국에 취업한 노동자의 본국 송금으로 메운다.

## 기아문제
수단의 기아문제는 지속되는 사회문제 중의 하나이다. 매년 아일랜드의 NGO인 컨선월드와이드(Concern Worldwide), 독일의 NGO인 세계기아원조(Welthungerhilfe) 그리고 미국의 연구기관인 국제식량정책연구소(IFPRI)가 협력하여 발표하는 세계기아지수(GHI)에 따르면 2016년 수단은 불안한 정치적 상황때문에 자료를 산출할 수 없지만 눈여겨보아야할 나라들 중에 하나이다. 2014년 조사 자료를 보면 수단의 아동영양부족은 우려할만한 수준이다. 5세 미만 아동의 발육 부진과 허약 수준은 각각 38.2퍼센트와 16.3퍼센트이다. 수단의 기아와 영양부족문제는 빈곤이 만연한 것, 2015-2016년 엘니뇨로 인한 가뭄을 비롯한 농업과 생태 환경 파괴, 폭력적 충돌과 정치불안과 관련이 있다. 수단 국내 갈등으로 발생한 남수단 난민 유입과 대규모 국내 이재민으로 기아와 영양부족은 악화되었다. 식량 불안 피해가 가장 극심한 지역은 분쟁의 영향을 받은 불루나일, 다르푸르, 웨스트코르도판, 사우스코르도판 주이다.

## 교통
영국 통치시대에 건설된 철도는 국토가 광대하기 때문에 총연장이 상당히 길다. 나일의 수로는 고대로부터 잘 이용되어 왔다. 공업화 정책에 따라 도로의 정비가 추진되고 있으나 현재에도 우기에는 간선도로 이외의 곳에서는 교통이 곤란하다. 하르툼에는 국제공항이 있다.

## 종교와 인종
전체 인구 중 대부분이 이슬람교를 믿고 있으며 아랍인이고 일부가 수단 성공회, 개신교, 로마 가톨릭 등의 기독교와 토착신앙을 믿으며 닐로틱, 수단 및 반투니그로족으로, 거의 대부분 다르푸르지역에 거주한다. 특히, 다르푸르지역에 가면 피부색이 더 검어진다.
2019년 까지만 해도 오마르 알바시르의 샤리아 폭정으로 이슬람 외에 모든 종교는 불법이였고 이로 인하여 2011년에 비무슬림들이 분리독립을 주장하여 남수단이 독립하였고, 2019년에 오마르 알바시르가 쿠데타로 축출되면서 2020년에는 수단 정부에서 "수단은 다양한 민족이 어울려 있는 세속국가" 임을 선언하면서 수단 헌법에서 이슬람 국교가 폐지되었다.

### 공용어
2005년 헌법 8조(언어)를 살펴보면 다음과 같다.
- 8조, 2항 "아랍어는 수단에서 널리 말하는 국민어다.”
- 3항 “전국수준에서 주요어인 아랍어, 그리고 영어는 국가통치의 공식 업무어 및 고등교육의 교수언어가 된다.”
- 4항 “아랍어와 영어에 추가하여 모든 지방통치수준의 입법부는 그 수준에서 다른 국민어를 공식업무어로 보충적으로 채택할 수 있다.”
- 5항 “통치와 교육의 영역에서 아랍어 및 영어 사용을 제외하고는 어떤 차별도 없을 것이다.”

결론적으로, 수단의 공용어는 아랍어와 영어다.

## 치안
일부 지역의 치안이 불안정하므로 이 나라로 여행하려는 사람들은 각별히 주의해야 한다. 수단은 남부 수단과 북부 수단의 장기간에 걸친 내전이 2005년 평화협정체결과 최근 남수단의 독립 투표로 남부 수단이 독립하여 남수단과 북수단과의 내전은 종결되었으나, 다르푸르 지역의 갈등은 다르푸르 분쟁의 여파로 2004년도부터 남수단이 독립한 지금까지 지속되고 있다. 다르푸르 지역은 프랑스와 같은 면적에 인구 약 5백만이 거주하는 지역으로 북부 수단측 유목민과 남수단측 아프리카계 농경민의 갈등이 수백년 전부터 있어 왔던 지역이다. 다르푸르지역은 여행 허가 없이 여행할 수 없으며, 기타지역은 허가 없이 방문 가능하다.

## 문화
이슬람 문화가 주요 문화이다.

## 대외 관계
대한민국과는 1977년 4월 13일 수교하였다. 2008년 5월, 다르푸르 반군 조직이 수도 하르툼을 공격하자, 수단은 다르푸르 반군의 배후로 차드를 지목하며, 외교 관계를 단절하였다.

## 참고
1. ↑  Magdy, Samy; Elhennawy, Noha (2021년 11월 21일). “Sudan military leaders reinstate deposed prime minister”. 《Associated Press》. 2022년 7월 5일에 확인함.
2. ↑  https://www.cia.gov/the-world-factbook/countries/sudan/
3. 1 2 3 4  “World Economic Outlook Database, October 2023 Edition. (Sudan)”. 국제 통화 기금. 2023년 10월 10일. 2023년 10월 15일에 확인함.
4. ↑  “Human Development Report 2023/24” (영어). 유엔 개발 계획. 2024년 3월 13일. 2024년 3월 19일에 원본 문서에서 보존된 문서. 2023년 3월 22일에 확인함.
5. ↑  2020
6. ↑  Collins, Robert O. A History of Modern Sudan. Cambridge University Press, 2008. 3.
7. ↑  베르나르 앙리 레비 (2008). 《그럼에도 나는 좌파다》. 변광배 역. 프로네시스. 285쪽. ISBN 978-89-01-08292-9.
8. ↑  “"아프리카 전환점 돌아..성장 국면으로 들어선 듯"  [WB보고서] ”. 2007년 11월 15일. 2014년 3월 22일에 원본 문서에서 보존된 문서. 2010년 5월 1일에 확인함.
9. ↑  컨선월드와이드(Concern Worldwide), 독일의 NGO인 세계기아원조(Welthungerhilfe) 그리고 미국의 연구기관인 국제식량정책연구소(IFPRI) (2017년 10월 13일). “Global Hunger Index-기아가 없는 세상”. 《2016 세계기아지수 보고서》. 2017년 7월 28일에 원본 문서에서 보존된 문서. 2017년 8월 18일에 확인함.
10. ↑  《글로벌 세계 대백과사전》〈수단의 교통·도시〉
11. ↑  “수단, 이웃나라 차드와 외교관계 단절”. 매일경제. 2008년 5월 11일. 2010년 5월 2일에 확인함.[깨진 링크(과거 내용 찾기)]

## 같이 보기
- 윈스턴 처칠